# 小山俊一
小山 俊一（おやま しゅんいち、1919年3月13日 - 1991年9月18日）　日本の哲学者。

## 来歴
福岡県門司市生まれ、直方に育つ。
1935年4月、中学4年終了で旧制福岡高校理科乙類（ドイツ語）に入学。一年留年して、福高卒業。1939年4九州帝国大学農学部に入学。10月、矢山哲治を中心に福岡から創刊された同人誌「こをろ」に参加。同人に阿川弘之、島尾敏雄、那珂太郎、眞鍋呉夫らがいた。
1941年12月、九大を繰り上げ卒業、1943年5月、陸軍雇員募集に応募、軍属として6月、ボルネオに赴任。ボルネオ山中でマラリアにかかり、敗戦後、捕虜収容所に収容される。1946年春、復員。同年秋、福岡県庁農地部に就職するも、半年で退職。1951年上京、中学教師となる。
1952年、日本共産党に入党。6月、安部公房、開高健、小林勝、竹内実、針生一郎、柾木恭介、眞鍋呉夫らと同人誌「現在」創刊。1955年4月、結核のため休職。1957年4月復職。1960年、ブント（共産主義者同盟）に属する。共産党の査問を受け、脱党。1963年春、中学校教師を辞め、中学校の非常勤講師、塾の講師などをして生計をたてる。1968年3月、ガリ版刷個人誌「EX-POST通信」（-1971年10月）をはじめる。
1972年6月、「隠遁」を決意し、和歌山、愛媛に住む。「オシャカ通信」（1972年10月-74年1月）、「プソイド通信」（1975年3月-77年1月）「アイゲン通信」（1978年7月-80年7月）、「Da通信」（1982年10月-84年9月）などを発行。そのつど吉本隆明の「試行」に「読者を求める広告」を出す。最大発行部数125部。

## 著書・著作
- 『EX-POST通信　付オシャカ通信』（弓立社1974年、1974年）
- 『プソイド通信』（伝統と現代社、1977年）
- 『私家版 アイゲン通信』（1982年）
- 『Da通信』（1992年　没後出版）
- 『小山俊一全通信』（2024年 七月堂）